# Herman D. Koppel
Herman David Koppel (* 1. Oktober 1908 in Kopenhagen; † 14. Juli 1998 ebenda) war ein dänischer Pianist und Komponist.
Der Sohn polnisch-jüdischer Einwanderer kam im Alter von 17 Jahren als Schüler von Rudolf Simonsen und Anders Rachlew an das Musikkonservatorium von Kopenhagen. Hier lernte er auch Carl Nielsen kennen, der ihn vor allem als Komponist förderte. Als Pianist debütierte er 1930 mit Nielsens Thema und Variationen. 1943 flüchtete er mit seiner Familie nach Schweden und wurde Pianist des Örebro Symfoniorkester. Ab 1949 unterrichtete er am Konservatorium Kopenhagen und war hier von 1955 bis 1978 Professor für Klavier.
Zu Koppels Repertoire als Pianist zählten neben den Klavierwerken Nielsens später auch die Kompositionen Arnold Schoenbergs, Hans Werner Henzes, Pierre Boulez’ und Luigi Nonos. Er unternahm Konzertreisen durch die nordeuropäischen Staaten und die Sowjetunion. Als Komponist war er weitgehend Autodidakt. Durch seine Freundschaft mit Gunnar Heerup und Bernhard Christensen kam er in den 1930er Jahren in Kontakt mit den Ideen der Neuen Sachlichkeit und übernahm Elemente des Jazz in seine Kompositionen.
Neben zahlreichen Klavierwerken komponierte Koppel sieben Sinfonien, vier Klavierkonzerte, Kammermusik und die Oper Macbeth, zudem Schauspiel- und Filmmusiken. Neben Vagn Holmboe und Finn Høffding gilt er als bedeutendster Vertreter der dänischen Komponistengeneration nach Carl Nielsen. Sein Bruder Julius Koppel wurde als Geiger bekannt. Auch seine Kinder schlugen eine musikalische Laufbahn ein: Lone Koppel als Sängerin, Thomas und Anders Koppel als Komponisten und Musiker.
1946 war er für die Musik des Films Ditte – ein Menschenkind mitverantwortlich.
Bekanntheit erlangte Koppel als Komponist der Neuen Sachlichkeit.